# IJshockey op de Olympische Winterspelen 2014
IJshockey is een van de olympische sporten die beoefend werden tijdens de Olympische Winterspelen 2014 in Sotsji. De wedstrijden werden gespeeld in het Bolsjoj IJspaleis en de Sjajba Arena. Er werd zowel een mannentoernooi als een vrouwentoernooi georganiseerd. De mannen speelden van 12 tot en met 23 februari, de vrouwen speelden van 8 tot en met 20 februari.
Zowel bij de mannen als de vrouwen prolongeerde Canada de olympische titel. De mannen versloegen in de finale Zweden met 3-0, de vrouwen de Verenigde Staten met 3-2.

## Wedstrijdschema
| Datum       | Lokale tijd | MET   | Mannen            | Vrouwen        |
| ----------- | ----------- | ----- | ----------------- | -------------- |
| 08 februari | 12:00       | 09:00 |                   | Groepsfase     |
| 08 februari | 17:00       | 14:00 |                   | Groepsfase     |
| 09 februari | 12:00       | 09:00 |                   | Groepsfase     |
| 09 februari | 17:00       | 14:00 |                   | Groepsfase     |
| 10 februari | 14:00       | 11:00 |                   | Groepsfase     |
| 10 februari | 19:00       | 16:00 |                   | Groepsfase     |
| 11 februari | 14:00       | 11:00 |                   | Groepsfase     |
| 11 februari | 19:00       | 16:00 |                   | Groepsfase     |
| 12 februari | 12:00       | 09:00 | Groepsfase        | Groepsfase     |
| 12 februari | 16:30       | 13:30 | Groepsfase        | Groepsfase     |
| 12 februari | 21:00       | 18:00 | Groepsfase        | Groepsfase     |
| 13 februari | 12:00       | 09:00 | Groepsfase        | Groepsfase     |
| 13 februari | 16:30       | 13:30 | Groepsfase        | Groepsfase     |
| 13 februari | 21:00       | 18:00 | Groepsfase        | Groepsfase     |
| 14 februari | 12:00       | 09:00 | Groepsfase        |                |
| 14 februari | 16:30       | 13:30 | Groepsfase        |                |
| 14 februari | 21:00       | 18:00 | Groepsfase        |                |
| 15 februari | 12:00       | 09:00 | Groepsfase        | Kwartfinale 1  |
| 15 februari | 16:30       | 13:30 | Groepsfase        | Kwartfinale 2  |
| 15 februari | 21:00       | 18:00 | Groepsfase        |                |
| 16 februari | 12:00       | 09:00 | Groepsfase        | 8e/5e plaats 1 |
| 16 februari | 16:30       | 13:30 | Groepsfase        |                |
| 16 februari | 21:00       | 18:00 | Groepsfase        | 8e/5e plaats 2 |
| 17 februari | 16:30       | 13:30 |                   | Halve finale 1 |
| 17 februari | 21:00       | 18:00 | Halve finale 2    |                |
| 18 februari | 12:00       | 09:00 | Play-off 1        | 7e/8e plaats   |
| 18 februari | 16:30       | 13:30 | Play-off 2        | 5e/6e plaats   |
| 18 februari | 21:00       | 18:00 | Play-off 3 & 4    |                |
| 19 februari | 12:00       | 09:00 | Kwartfinale 1     |                |
| 19 februari | 16:30       | 13:30 | Kwartfinale 2     |                |
| 19 februari | 21:00       | 18:00 | Kwartfinale 3 & 4 |                |
| 20 februari | 16:00       | 13:00 |                   | 3e/4e plaats   |
| 20 februari | 21:00       | 18:00 | Finale            |                |
| 21 februari | 16:00       | 13:00 | Halve finale 1    |                |
| 21 februari | 21:00       | 18:00 | Halve finale 2    |                |
| 22 februari | 19:00       | 16:00 | 3e/4e plaats      |                |
| 23 februari | 16:00       | 13:00 | Finale            |                |

## Medailles
| Onderdeel | Goud   | Goud   | Zilver           | Zilver           | Brons       | Brons       |
| --------- | ------ | ------ | ---------------- | ---------------- | ----------- | ----------- |
| Mannen    | Canada | Canada | Zweden           | Zweden           | Finland     | Finland     |
|           |        |        |                  |                  |             |             |
| Vrouwen   | Canada | Canada | Verenigde Staten | Verenigde Staten | Zwitserland | Zwitserland |

## Mannentoernooi
Het mannentoernooi begon op 12 februari met de eerste wedstrijden in de groepsfase. De laatste wedstrijden in deze groepsfase werden op 16 februari gespeeld. Op 18 februari vonden de play-offs plaats en op 19 februari de kwartfinales. De halve finales werden gespeeld op 21 februari en op 22 februari vond de strijd om de bronzen medaille plaats. De finale van het mannen ijshockeytoernooi, traditioneel het laatste onderdeel op de Spelen, werd op 23 februari gespeeld om 16:00 lokale tijd in het Bolsjoj IJspaleis. Titelverdediger bij de mannen is Canada, dat in 2010 in eigen huis de Verenigde Staten versloeg.

### Kwalificatie
Aan het mannentoernooi deden twaalf landen mee. De eerste negen landen op de IIHF World Ranking na de wereldkampioenschappen in 2012 kwalificeerden zich direct voor de Olympische Winterspelen. De overige drie plaatsen werden vergeven op drie kwalificatietoernooien. Rusland, Finland, Tsjechië, Zweden, Canada, Slowakije, Verenigde Staten, Noorwegen en Zwitserland werden op basis van de World Ranking geplaatst. De kwalificatietoernooien in Duitsland, Letland en Denemarken werden gewonnen door respectievelijk Oostenrijk, Letland en Slovenië.

### Opzet
De twaalf deelnemende teams waren onderverdeeld in drie groepen van vier en speelden van 12 tot en met 16 februari de groepsfase. Na de groepsfase werd een ranking opgemaakt. De volgende criteria werden gebruikt bij het opmaken van de ranking: eindstand in de groep; aantal punten; doelsaldo; aantal gescoorde doelpunten; IIHF world ranking. De eerste vier teams, de groepswinnaars en de beste nummer twee, kregen in de knock-outfase vrij in de eerste ronde. De overige acht landen speelden een play-offronde voor de laatste vier plekken in de kwartfinale. Vanaf de kwartfinale werd er verder gespeeld volgens het knock-outsysteem.

### Deelnemende landen
| Land             | Kwalificatie         | Kwalificatie     | Eerder deelnames | Eerder deelnames | Eerder deelnames |
| Land             | Manier               | Datum            | Aantal           | Vancouver 2010   | Beste prestatie |
| ---------------- | -------------------- | ---------------- | ---------------- | ---------------- | --- |
| Rusland1         | IIHF Ranking 1       | 20 mei 2012      | 5                | Kwartfinale      | 2e plaats (Nagano 1998) |
| Finland          | IIHF Ranking 2       | 20 mei 2012      | 15               | 3e plaats        | 2e plaats (Calgary 1988 & Turijn 2006) |
| Tsjechië2        | IIHF Ranking 3       | 20 mei 2012      | 5                | Kwartfinale      | Kampioen (Nagano 1998) |
| Zweden           | IIHF Ranking 4       | 20 mei 2012      | 20               | Kwartfinale      | Kampioen (Lillehammer 1994 & Turijn 2006) |
| Canada           | IIHF Ranking 5       | 20 mei 2012      | 20               | Kampioen         | Kampioen (Antwerpen 1920, Chamonix 1924, Sankt Moritz 1928, Lake Placid 1932, Sankt Moritz 1948, Oslo 1952, Salt Lake City 2002 & Vancouver 2010) |
| Slowakije2       | IIHF Ranking 6       | 20 mei 2012      | 5                | 4e plaats        | 4e plaats (Vancouver 2010) |
| Verenigde Staten | IIHF Ranking 7       | 20 mei 2012      | 21               | 2e plaats        | Kampioen (Squaw Valley 1960 & Lake Placid 1980)                                                                                                   |
| Noorwegen        | IIHF Ranking 8       | 20 mei 2012      | 10               | Play-off         | Play-off (Vancouver 2010) |
| Zwitserland      | IIHF Ranking 9       | 20 mei 2012      | 15               | Kwartfinale      | 3e plaats (Sankt Moritz 1928 & Sankt Moritz 1948)                                                                                                 |
| Slovenië3        | Kwalificatietoernooi | 10 februari 2013 | 0                | n.v.t.           | n.v.t. |
| Oostenrijk       | Kwalificatietoernooi | 10 februari 2013 | 11               | n.v.t.           | 5e plaats (Sankt Moritz 1928) |
| Letland1         | Kwalificatietoernooi | 10 februari 2013 | 3                | Play-off         | Play-off (Vancouver 2010) |

1 Prestaties van de Sovjet-Unie niet meegerekend.

2 Prestaties van Tsjecho-Slowakije niet meegerekend.

3 Prestaties van Joegoslavië niet meegerekend.

## Vrouwentoernooi
Het vrouwentoernooi begon op 8 februari met de eerste wedstrijden in de groepsfase. De laatste wedstrijden in deze groepsfase werden op 13 februari gespeeld. Op 15 februari vonden de kwartfinales plaats en op 17 februari de halve finales. De strijd om de bronzen medaille vond op 20 februari plaats. De finale van het vrouwen ijshockeytoernooi werd gespeeld op 20 februari. Beide wedstrijden werden gespeeld in het Bolsjoj IJspaleis. Titelverdediger bij de vrouwen is Canada, dat in 2010 in eigen huis de Verenigde Staten versloeg.

### Kwalificatie
Rusland is als gastland automatisch geplaatst voor het vrouwentoernooi. Daarnaast kwalificeerde de eerste vijf landen van de IIHF World Ranking na de wereldkampioenschappen in 2012 zich voor de Olympische Spelen. De overgebleven twee plaatsen werden weggegeven op kwalificatietoernooien in Slowakije en Duitsland. Canada, Verenigde Staten, Finland, Zwitserland en Zweden plaatsten zich door middel van hun World Ranking. De twee kwalificatietoernooien werden gewonnen door Duitsland en Japan, die zich zo kwalificeerde voor de laatste twee plaatsen.

### Opzet
Bij het vrouwentoernooi werd een nieuwe opzet geïntroduceerd. De vier hoogst geklasseerde teams werden in groep A ingedeeld, de andere vier landen in groep B. De winnaar en nummer twee van groep A plaatsten zich direct voor de halve finale. De nummers drie en vier van groep A speelden in de kwartfinale tegen de winnaar en nummer twee uit groep B. De twee winnaars van de kwartfinales plaatsten zich voor de halve finale. Vervolgens werd er verder gespeeld volgens het knock-outsysteem.

### Deelnemende landen
| Land             | Kwalificatie         | Kwalificatie     | Eerder deelnames | Eerder deelnames | Eerder deelnames                                             |
| Land             | Manier               | Datum            | Aantal           | Vancouver 2010   | Beste prestatie                                              |
| ---------------- | -------------------- | ---------------- | ---------------- | ---------------- | ------------------------------------------------------------ |
| Rusland          | Thuisland            | Thuisland        | 3                | 6e plaats        | 5e plaats (Salt Lake City 2002)                              |
| Canada           | IIHF Ranking 1       | 14 april 2012    | 4                | Kampioen         | Kampioen (Salt Lake City 2002, Turijn 2006 & Vancouver 2010) |
| Verenigde Staten | IIHF Ranking 2       | 14 april 2012    | 4                | 2e plaats        | Kampioen (Nagano 1998                                        |
| Finland          | IIHF Ranking 3       | 14 april 2012    | 4                | 3e plaats        | 3e plaats (Nagano 1998 & Vancouver 2010)                     |
| Zwitserland      | IIHF Ranking 4       | 14 april 2012    | 3                | 5e plaats        | 5e plaats (Vancouver 2010)                                   |
| Zweden           | IIHF Ranking 5       | 14 april 2012    | 4                | 4e plaats        | 2e plaats (Turijn 2006)                                      |
| Duitsland        | Kwalificatietoernooi | 10 februari 2013 | 2                | n.v.t.           | 5e plaats (Turijn 2006)                                      |
| Japan            | Kwalificatietoernooi | 10 februari 2013 | 1                | n.v.t.           | 5e plaats (Nagano 1998)                                      |